# Даниленко Валентин Миколайович
Валенти́н Микола́йович Даниле́нко (6 липня 1913, Ново-Михайлівка, Бердянський повіт (зараз Чернігівського району Запорізької області) — †9 жовтня 1982, Київ) — український археолог, доктор історичних наук.

## Біографія
Спочатку сільським краєзнавцем, потім молодим співробітником Мелітопольського краєзнавчого музею займався дослідженням пам'ятника Кам'яна Могила. У 1934 році наполегливі звертання в Інститут археології АН УРСР сприяли включенню Кам'яної Могили в план дослідницьких робіт інституту. Фактично молодий Даниленко відкрив Кам'яну Могилу для сучасної науки. З 1932 по 1935 рік навчався на історичному факультеті Мелітопольського педагогічного інституту. У 1936—1938 роках брав участь у перших дослідницьких експедиціях Інституту археології АН УРСР на Кам'яну могилу, під час яких, головним чином, завдяки його допомозі, дослідники відкрили більш 30 нових плит з петрогліфами. З 1939 по 1940 року закінчив аспірантуру Інституту історії матеріальної культури (Ленінградське відділення АН СРСР).
З початком війни у СРСР у 1941 році у Ленінграді пішов на фронт народним ополченцем. Завдяки знанню декількох мов і дослідницьких навичок став розвідником, війну закінчив на посаді начальника слідчої частини разведотдела штабу 40-ї армії, мав звання майора, був поранений, нагороджений орденом Червоного Прапора (1943), орденом Вітчизняної війни I ступеня (1943), орденом Червоної Зірки (1945) і медаллю «За відвагу» (1942). У 1945 році повернувся до археології.
З 1946 року працював під керівництвом відомого українського археолога П. П. Єфименко. У 1965 році В. М. Даниленко закінчив роботу над рукописом праці «Неолит Украины», що складався з шести глав. Проте 1969 р. друком вийшли лише її чотири перші глави. За цю монографію, захищену в грудні 1970 р. в Ленінградському університеті, В. М. Даниленку було присвоєно ступінь доктора історичних наук. Шоста глава після незначного доопрацювання була опублікована 1974 р. як монографія «Энеолит Украины». П'ятий розділ побачив світ як книжка «Космогония первобытного общества» лише 1997 р., через 15 років після смерті вченого. Посмертно була опублікована і його монографія «Кам'яна Могила» (1986 р.). У ній він підбив підсумки своїх досліджень цієї пам'ятки, де в 1973 році відкрив ще два гроти з унікальними петрогліфами. Однак точка зору вченого про те, що петрогліфи Кам'яної Могили виникли в часи палеоліту, близько 15-20 тисяч років до нової ери, широкої підтримки не одержала. Більшість дослідників дотримується пізнішого датування пам'ятника. Помер Валентин Миколайович раптово, від інсульту в Києві, у 1982 році. Тіло В. М. Даниленка було кремоване, а прах поховано у колумбарії Байкового кладовища м. Києва.
Учнями Валентина Миколайовича Даниленка є Ірина Федорівна Ковальова — видатний український історик та археолог, доктор історичних наук, заслужений професор ДНУ імені Олеся Гончара, постійний член координаційної ради Інституту археології Національної академії наук України, член координаційної ради Європейської Спілки Археологів, кавалер ордену Княгині Ольги III ступеня, а також Борис Дмитрович Михайлов (26.03.1936 — 27.12.2008) — засновник Національного історико-археологічного заповідника «Кам'яна Могила» та його беззмінний директор, кавалер ордену «За заслуги» III ступеня.

## Основні публікації

### Монографії
- Даниленко В. Н. Неолит Украины: главы древней истории Юго-Восточной Европы . — К.: Наукова думка, 1969.
- Даниленко В. Н. Энеолит Украины: Этноисторическое исследование. — К.: Наукова думка, 1974.
- Даниленко В. М. Кам'яна Могила. — К.: Наукова думка, 1986. — 152 с.
- Даниленко В. Н. Космогония первобытного общества. — Фастов, 1997.

### Статті
- Даниленко В. М. До питання про ранній неоліт Південної Наддніпрянщини / / Археологія. — 1950. — Т. III. — С. 119—147.
- Даниленко В. М. Приазовська експедиція 1947 р. // Археологічні пам'ятки УРСР. — Т. IV. — К., 1952. — С. 66 — 69.
- Даниленко В. Н. Волошский эпипалеолитический могильник // Советская Этнография. — № 3. — 1955.
- Даниленко В. М. Дослідження неолітичних пам'яток в районі Києва в 1949 р. // Археологічні пам'ятки УРСР. — Т.VI. — К.: Вид-во АН УРСР, 1956. — С. 172—178.
- Даниленко В. М. Дослідження неолітичних пам'яток на Південному Бузі // Археологія. — 1957. — Т. Х. — С. 36-49.
- Даниленко В. Н. Неолит Побужья и вопрос о сложении трипольской культуры // КСИА АН УССР. — 1960. — Вып. 9. — С. 3-9.
- Даниленко В. Н. Археологические исследования в зонах строительства ГЭС на Южном Буге в 1959—1960 гг. // КСИА АН УССР . — 1962. — Вып. 12. — С. 23-27.